# Korsklotspindel
Korsklotspindel (Enoplognatha mordax) är en spindelart som först beskrevs av Tord Tamerlan Teodor Thorell 1875.  Korsklotspindel ingår i släktet Enoplognatha och familjen klotspindlar. Arten är reproducerande i Sverige. Inga underarter finns listade i Catalogue of Life.